# Cryptandra leucophracta
Cryptandra leucophracta är en brakvedsväxtart som beskrevs av Diederich Franz Leonhard von Schlechtendal. Cryptandra leucophracta ingår i släktet Cryptandra och familjen brakvedsväxter. Inga underarter finns listade i Catalogue of Life.